# Брэйди, Майкл
Майкл Брэйди (англ. Michael James Brady) — инженер, родившийся в ЮАР, арестованный за невыполненные заказы на поставку вечных двигателей.

## Perendev Motors
Майкл Брэйди начиная с 2004 года, когда он основал фирму Perendev, заявлял о создании бестопливного двигателя на постоянных магнитах. Фирма приобрела доменное имя perendev.com. Также была открыта дочерняя компания в России и было приобретено доменное имя perendev-power.ru.
В 2005 году фирма объявила о запуске производства двигателя.
В 2007 году фирма объявила о приёме предоплаты на постройку двигателей мощностью 100 кВт и 300 кВт. Собрав 1 миллион евро c 40 заказчиков, Майкл Брэйди объявил себя банкротом в Германии и уехал в Швейцарию, где и стал тратить этот миллион: купил дом на берегу Цюрихского озера, арендовал парк автомобилей Maserati и несколько Range Rover'ов. Арестован 24 апреля 2010 года.

## Общественный интерес
За время своей деятельности до ареста Майкл Брэйди создал также ряд видеороликов, которые размещал как на интернет-сайтах своей фирмы, так и на YouTube. Копии этих видеороликов на разных языках и их модификации набрали миллионы просмотров.